# Rocha (Puerto Rico)
Rocha és un barri al municipi de Moca (Puerto Rico). La seva població era de 4.004 habitants l'any 2010.
Puerto Rico fou cedit per Espanya després de la Guerra hispano-estatunidenca sota els termes del Tractat de París de 1898 i convertint-se en un territori no incorporat dels Estats Units. El 1899 el Departament de Guerra dels Estats Units feu un cens de Puerto Rico establint que la població del barri de Rocha era de 902 habitants.
A finals de maig de 2019 el barri Rocha i altres zones de diversos municipis van patir inundacions, caiguda d'arbres, esllavissades de terra i talls de carreteres tancades degut al desbordament del riu Culebrinas.